# Tiefländer
Tiefländer ist eine deutsche Hartkäse-Sorte mit geschützter geografischer Herkunftsbezeichnung.
Er wird in Mecklenburg-Vorpommern in den ehemaligen Landkreisen Kreis Malchin, Kreis Grimmen, Kreis Altentreptow, Kreis Teterow, Kreis Demmin, Kreis Güstrow und Kreis Waren hergestellt. Für die Herstellung wird ausschließlich Milch aus den dortigen Erzeugerbetrieben benutzt. 
Der Käse wird in zwei typischen Formen, als Quader und Rundkäse mit einem Gewicht zwischen 6 und 15 Kilogramm hergestellt. Er zeichnet sich durch eine spärliche bis reichliche, erbsen- bis kirschgroße, mehr oder weniger gleichmäßig verteilte Lochung aus.  

## Quelle
- Anlage 1b (abgerufen am 14. Dezember 2010)